# Po stopách historie
Po stopách historie je městská naučná stezka, spojující nejvýznamnější památky Humpolce. Zprovozněna byla v roce 2006 a připravilo jej Městské kulturní a informační středisko v Humpolci. Její celková délka je cca 4 km a na trasa se nachází 10 zastavení. V terénu je značena pouze informačními panely.

## Vedení trasy
Trasa začíná na Horním náměstí u muzea Dr. Aleše Hrdličky. Odtud pokračuje okolo kostela sv. Mikuláše na Dolní náměstí a z něho ulicí Jana Zábrany k parčíku s pamětní deskou Hliníkovi. Tady se stáčí doleva a vede Rašínovou ulicí k supermarketu Billa, kde odbočuje doleva na Husovu ulici. Husovou ulicí pokračuje přes Havlíčkovo náměstí a posléze přechází do Školní ulice, kterou sleduje až na kruhový objezd na Tyršově náměstí. Na náměstí se stáčí prudce doleva a okolo Gočárova domu se sochou T. G. Masaryka vede Masarykovou ulicí, překračuje Hálkovu ulici a druhou odbočkou doprava stoupá ulicemi Jiráskova a U Vinopalny přes Jihlavskou ulici na Zichpil. Tady míjí místní skanzen, kousek za nímž se stáčí ulicí doleva, aby se druhou odbočkou vlevo dostala na ulici 5. května. Tu po chvíli opouští a vpravo odbočující Příčnou ulicí se vrací na Horní náměstí.

## Zastavení
- Muzeum Dr. Aleše Hrdličky
- Kostel sv. Mikuláše
- Budova spořitelny
- Budova městské knihovny
- Evangelický kostel
- Gočárův dům
- Židovská synagoga
- Toleranční kostelík
- Kostelík sv. Jana Nepomuckého
- Budova městské radnice